# Cezary Konrad
Cezary Piotr Konrad (ur. 28 grudnia 1967) – polski perkusista jazzowy, kompozytor, aranżer.

## Wykształcenie
Studiował na Akademii Muzycznej w Warszawie w klasie perkusji Edwarda Iwickiego i Stanisława Skoczyńskiego. W 2024 uzyskał z wyróżnieniem stopień doktora sztuk muzycznych na Uniwersytecie Fryderyka Chopina w Warszawie na podstawie pracy Koncepcje tworzenia i analiza solo perkusyjnego w wybranych kontekstach muzycznych, której promotorem był Rafał Grząka. W 2017 został wykładowcą na Wydziale Jazzu i Muzyki Estradowej UMFC.

## Kariera artystyczna
Podczas studiów był zaangażowany w działalność zespołów perkusyjnych m.in. Young Percussion Studio oraz Warszawskiej Grupy Perkusyjnej. Koncertował wówczas na festiwalach muzycznych zarówno w Polsce – m.in. na Warszawskiej Jesieni, Poznańskiej Wiośnie Muzycznej, jak i za granicą – w Rosji i Korei Północnej. Jako student w roli muzyka orkiestrowego współpracował z Orkiestrą Polskiego Radia w Warszawie oraz z orkiestrą Sinfonia Varsovia, pod batutą m.in. Krzysztofa Pendereckiego, Jana Krenza, Jerzego Semkowa, Emmanuela Krivine’a, Yehudi Menuhina, Justusa Frantza.
W 1989 został wyróżniony „Kluczem do Kariery” – nagrodą festiwalu Pomorska Jesień Jazzowa. Rok później ponownie uhonorowany „Kluczem do Kariery”, tym razem w zespole Central Heating Trio u boku Filipa Wojciechowskiego i Adama Cegielskiego.
W 1990 zaproszony został do stałej współpracy przez Zbigniewa Namysłowskiego, z którym nagrał pierwszą płytę, zatytułowaną „Without a Talk”. Ta współpraca zaowocowała nie tylko koncertami z wieloma postaciami jazzu w Polsce, takimi jak: Krzesimir Dębski, Jarosław Śmietana, Wojciech Karolak, Piotr Wojtasik, Tomasz Szukalski, Marek Bałata, Ewa Bem, ale również udziałem w festiwalach międzynarodowych: m.in. na Jazz Jamboree, Red Sea Jazz Festival w Izraelu, na holenderskim North Sea Jazz Festival.
Cezary Konrad w 1991 po raz pierwszy został laureatem plebiscytu „Jazz Top”, miesięcznika Jazz Forum, zwyciężając w kategorii „Nowa Nadzieja”. W 1993 został laureatem nagrody „Mateusz”, przyznawanej przez Program III Polskiego Radia, oraz Stypendium im. Krzysztofa Komedy, ufundowanego przez Ministerstwo Kultury i Dziedzictwa Narodowego. W 1995 zajął pierwsze miejsce na Konkursie Perkusistów Jazzowych w Grodzisku Mazowieckim. W 1990 był finalistą European Jazz Competition w Leverkusen (Niemcy) oraz Europe Jazz Contest w Hoeilaart (Belgia). Zdobywca pierwszego miejsce na festiwalu Jazz Juniors w Krakowie.
W 1995 Cezary Konrad nagrał pierwszą autorską płytę, u boku niemieckiej gitarzystki Susan Weinert, zatytułowaną Meeting in Kraków. W tym samym roku założył i poprowadził w roli lidera zespół Cezary Konrad Quartet oraz wziął udział w sesji nagraniowej zwieńczonej albumem Turtles Włodzimierza Pawlika, z udziałem Randy Breckera. Kolejna autorska płyta One mirror… many reflections powstała w 1999 (wydana w 2000), gościem specjalnym na tym albumie był Leszek Możdżer.
W latach 1998–2005 był perkusistą w zespole Anny Marii Jopek, z którą nagrał kilka płyt, w tym Upojenie z udziałem gitarzysty Pata Metheny’ego.
W 2005 powstała grupa Cezary Konrad‘ the New Band w składzie: Krzysztof Herdzin, Paweł Pańta, Marek Podkowa. Od 2006 występuje także z koncertami solowymi.
W 2015 Cezary Konrad nagrał trzecią autorską płytę On Classical, na której znalazły się kompozycje zainspirowane twórczością mistrzów muzyki klasycznej. Na tym albumie wykonuje partie perkusji, ale również fortepianu i instrumentów klawiszowych.
Cezary Konrad współpracował z takimi zagranicznymi artystami jazzowymi jak m.in.: Pat Metheny, Randy Brecker, Mike Stern, Gregory Porter, Arturo Sandoval, Maria Schneider, Didier Lockwood, Jim Beard, Gary Husband, Mino Cinelu, Nippy Noya, Karrin Allyson, Joe de Franco, Mike Richmond, Deborah Brown.
Na polskiej scenie jazzowej występował z takimi artystami jak: Anna Maria Jopek, Anna Serafińska, Dorota Miśkiewicz, Aga Zaryan, Monika Bożym, Ewa Bem, Urszula Dudziak, Grażyna Auguścik, Lora Szafran, Krystyna Stańko, Mietek Szcześniak, Marek Bałata, Kuba Badach, Zbigniew Namysłowski, Tomasz Szukalski, Maciej Sikała, Piotr Baron, Adam Pierończyk, Andrzej Olejniczak, Henryk Miśkiewicz, Jerzy Główczewski, Tomasz Stańko, Piotr Wojtasik, Robert Majewski, Jerzy Małek, Grzegorz Nagórski, Wojciech Karolak, Andrzej Kurylewicz, Janusz Skowron, Paweł Tomaszewski, Zbigniew Jakubek, Leszek Możdżer, Marcin Masecki, Krzysztof Herdzin, Paweł Kaczmarczyk, Dominik Wania, Andrzej Jagodziński, Krzysztof Ścierański, Robert Kubiszyn, Michał Barański, Paweł Pańta, Bernard Maseli, Kinga Głyk, Adam Bałdych, Michał Urbaniak, Krzesimir Dębski, Marek Napiórkowski, Jarosław Śmietana, Janusz Strobel. Działalność artystyczna Cezarego Konrada poszerzyła się o różne gatunki muzyki popularnej i zaowocowała współpracą m.in. z Edytą Górniak, Edytą Bartosiewicz, Grzegorzem Turnauem, DeSu oraz Krzysztofem Cugowskim.
Cezary Konrad uczestniczył w nagraniu ponad 150 albumów, w tym nagrał trzy autorskie. Płyta Włodka Pawlika Night in Calisia z udziałem Cezarego Konrada w 2014 zdobyła nagrodę Grammy Awards, w kategorii „Large Jazz Ensemble”.
Cezary Konrad prowadzi działalność pedagogiczną, zarówno jako asystent na Wydziale Jazzu i Muzyki Estradowej Uniwersytetu Muzycznego Fryderyka Chopina w Warszawie, jak i prowadząc liczne warsztaty i kursy perkusyjne. Był wykładowcą m.in. podczas Międzynarodowego Forum Perkusyjnego w Żaganiu, Crossdrumming w Warszawie, Warsztatów Perkusyjnych w Zakopanem, Muzycznej Owczarni w Jaworkach, Festiwalu Blues nad Bobrem w Bolesławcu, Warsztatów Jazzowych w Puławach, Międzynarodowych Integracji Muzycznych w Żyrardowie. Był również jurorem na kilku konkursach perkusyjnych m.in. w Opolu, Legnicy, Żyrardowie, Olsztynku – „Muzyk Pierwsza Klasa”, czy w Warszawie w konkursie Eurowizji dla młodych muzyków – „Młody Muzyk Roku”.

## Nagrody i wyróżnienia
- Central Heating Trio:
  - I miejsce na festiwalu Jazz Juniors w Krakowie (1990);
  - nagroda festiwalu Pomorska Jesień Jazzowa – Klucz Do Kariery (1991)[2];
  - finalista IX European Jazz Competition w Leverkusen, Niemcy (1990);
  - finalista Europe Jazz Contest w Hoeilaart, Belgia (1990);
  - laureat nagrody Nowa Nadzieja miesięcznika Jazz Forum (1991)
- nagroda Mateusza im. Mateusza Święcickiego przyznana przez Program III Polskiego Radia (1993)
- laureat Stypendium im. Krzysztofa Komedy przyznanego przez Ministerstwo Kultury i Dziedzictwa Narodowego (1993)
- Pierwsze miejsce na Konkursie Perkusistów Jazzowych w Grodzisku Mazowieckim (1995)
- wyróżnienie dla Najlepszego Muzyka Perkusyjnego 2006 i 2007 w kategorii: Perkusista Jazz, Latin, Funk (według czytelników „TopDrummer”)
- Od 1992 – 2016 nieprzerwanie w kategorii „Najlepszy perkusista” ankiety czytelników Jazz Forum
- Nagroda Eugeniusza dla najlepszego perkusisty Jazz/Fusion (2014)
- Polską Nagrodę Perkusyjną w magazynie Perkusista (2018)
- w 2011 muzyk nagrał wraz z Randy Breckerem i Włodzimierzem Pawlikiem płytę Night in Calisia, wydaną w 2012 przez firmę fonograficzną Summit Records; krążek został uhonorowany w 2014 Nagrodą Grammy za najlepszy album dużego zespołu jazzowego[7].

## Wybrana dyskografia
| - Ryszard Styła – Mój rodzinny blues (1993) - Hey – Cegiełka na rzecz ofiar powodzi – Moja i twoja nadzieja (1997) - Cezary Konrad – One Mirror... Many Reflections (1999) - Grzech Piotrowski – Sin (2005) - Mikołaj Majkusiak – Road To The Unknown (2007) - Krzysztof Herdzin – Belcanto Semplice (2008) - Filip Sojka – Powrót do gry (2009) - Grzegorz Turnau – Fabryka klamek (2010) - Krystyna Stańko, Dominik Bukowski, Piotr Lemańczyk – Cuda ogłaszają (2010) - Krzysztof Herdzin Trio – Capacity (2011) |  | - Piotr Lemańczyk, David Kikoski – Guru (2011) - Krystyna Stańko – Kropla słowa (2012) - Randy Brecker, Filharmonia Kaliska, Włodek Pawlik – Night in Calisia (2012) - Andrzej Piaseczny, Seweryn Krajewski – Zimowe piosenki (2012) - Krzysztof Herdzin – Jesteś światłem (2013) - Irena Santor – Punkt widzenia (2014) - Piotr Wójcicki – Moon City (2015) - Michał Kulenty, Orkiestra Polskiego Radia – Dusza w uszach (2016) - Andrzej Bauer, Adam Bałdych, Cezary Duchnowski, Cezary Konrad – Trans-Fuzja (2016) - Krzysztof Cugowski – 50/70 Moje najważniejsze (2020) |